# Capparis incana
Capparis incana  es una especie de planta con flor  de la familia Capparaceae. 

## Descripción
Son arbustos a árboles pequeños, que alcanzan un tamaño de (1–) 2–8 m de altura, con indumento tomentuloso-estrellado rojizo a gris, en todas partes. Hojas arregladas en espiral, iguales, angosta a ampliamente elípticas a rómbicas o lanceoladas, 3–7 (–9) cm de largo y 1–3 cm de ancho, ápice caudado-acuminado a redondeado o emarginado, apiculado, base cuneada, haz glabra, envés gris-estrellado, membranáceas; pecíolo 0.7–1.4 (1.8) cm de largo, pulvínulos ausentes. Inflorescencias en racimos varios, agrupados en los extremos de las ramitas, pedúnculos delgados, 2–6 cm de largo, 3–6 (–12) flores pequeñas, pedicelos 5–15 mm de largo, solo 1 o 2 flores por racimo abiertas al mismo tiempo, yemas florales maduras oblongas, ca 5 mm de largo; sépalos en 1 serie, en yema erectos y más largos que los pétalos pero patentes (dejando ver los pétalos), lineares, 3–5 mm de largo y ca 2 mm de ancho, rápidamente caducos; glándula angostamente triangular, 2–3 mm de largo; pétalos ovados, 5–6 (–8) mm de largo y 3–4 mm de ancho, blancos, rojizos por dentro; estambres 8, 6–8 mm de largo; ginóforo 3–4 mm de largo. Frutos ovoides a obovoides o a veces globosos, 1.3–1.7 (–2) cm de largo y 1–1.3 cm de grueso, lisos, cafés o café-rojizos, cuando maduros separándose en 2–4 segmentos, ginóforo de 4–5 mm de largo, pedicelo de 4–16 mm de largo; semilla 1 (en Nicaragua), 11–13 mm de largo, con arilo rojo brillante, carnoso, colgando de un hilo fino, embrión verde, recto.

## Distribución y hábitat
Común en bosques secos, en la zona pacífica; 60–660 m; fl feb–jul, fr jun–sep; desde Estados Unidos (sureste de Texas) hasta el noroeste de Costa Rica. Una especie muy característica, cercanamente relacionada con la especie mexicana Capparis admirabilis Standl. Las hojas de los rebrotes del tronco son hastadas, con el segmento terminal de 12 cm de largo y 0.3–0.5 cm de ancho y 2 lobos basales.

## Propiedades
En Oaxaca, se emplea la infusión de las hojas administrada por vía oral para bajar la temperatura.

## Taxonomía
Capparis incana fue descrito por  Carl Sigismund Kunth  y publicado en Nova Genera et Species Plantarum (quarto ed.) 5: 94. 1821.
Etimología
Capparis: nombre genérico que procede del griego: kapparis que es el nombre de la alcaparra.
incana: epíteto latino que significa "canoso, gris".
Sinónimos
- Capparis pauciflora C.Presl
- Linnaeobreynia incana (Kunth) Hutch.
- Octanema incana (Kunth) Raf.
- Quadrella incana (Kunth) H.H. Iltis & X. Cornejo	[6]